# Julia Domna
Julia Domna (170 – 217) là một thành viên của nhà Severus thuộc Đế quốc La Mã. Hoàng hậu và vợ của Hoàng đế La Mã Lucius Septimius Severus và là mẹ của Hoàng đế Caracalla và Geta, Julia được xem là một trong những người phụ nữ quan trọng nhất từng thực thi quyền hành đằng sau ngai vàng của đế chế.

## Tiểu sử

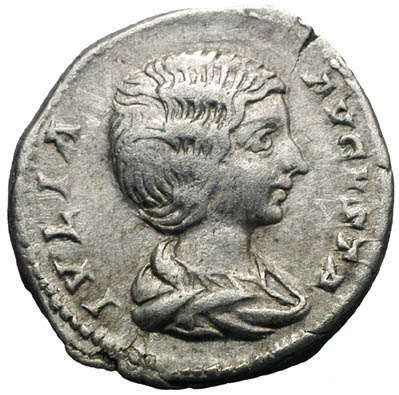
Đồng tiền xu khắc họa Julia Domna

Julia xuất thân từ một gia đình người Syria, được cho là có gốc gác Ả Rập, ở thành phố Emesa (nay là Homs). Bà là con gái út của vị đại tư tế Gaius Julius Bassianus và chị cả của mình là Julia Maesa. Tổ tiên của bà là các vị Vua Giáo Sĩ của một trong những ngôi đền nổi tiếng thờ thần Elagabalus (syr. Ilāh hag-Gabal). Do gia đình sở hữu nguồn tài sản to lớn nên đã sớm tiến lên trở thành tầng lớp quý tộc nguyên lão La Mã. Trước khi kết hôn, Julia đã thừa kế bất động sản của ông bác là Julius Agrippa, nguyên chỉ huy Centurion.
Vào cuối những năm 180, Julia kết hôn với Hoàng đế tương lai Septimius Severus, thường được coi là có gốc gác Punic. Cuộc hôn nhân khá hạnh phúc và Severus rất mực yêu thương vợ và cả quan điểm chính trị của bà, kể từ lúc bà hay tìm đọc và quan tâm đến triết học. Họ có hai người con trai là Lucius Septimius Bassianus (Caracalla) sinh năm 188 và Publius Septimius Geta năm 189. Cũng do sự yêu mến triết học mà Julia đã ra sức bảo vệ các triết gia và bảo trợ cho sự phát triển triết học ở Roma, bất chấp thái độ thù địch với nó của các vị hoàng đế tiền nhiệm.
Khi Severus trở thành hoàng đế vào năm 193 (còn gọi là "Năm của năm vị Hoàng đế"), ông phải lao vào một cuộc nội chiến để đánh dẹp các đối thủ như Pescennius Niger và Clodius Albinus. Julia tháp tùng cùng chồng mình trong chiến dịch phía đông của ông, được coi là một ngoại lệ khi phụ nữ La Mã cổ đại thường ở tại Roma để chờ đợi chồng họ. Tuy nhiên, bà vẫn gắn bó với hoàng đế và trong số những bằng chứng biểu thị tình cảm và sự ủng hộ là việc đúc những đồng tiền xu với chân dung của Julia và danh hiệu mater castrorum (người mẹ của quân doanh)
Khi đã là Hoàng hậu, Julia thường tham gia vào các mưu đồ trong cung và có khá nhiều kẻ thù chính trị đã cáo buộc bà về tội phản quốc và tội ngoại tình, dù chẳng có lời cáo buộc nào được chứng minh. Severus vẫn tiếp tục ủng hộ người vợ của mình và cố nài bà tháp tùng trong chiến dịch chống lại người Briton trên đảo Anh được bắt đầu vào năm 208. Khi Severus mất vào năm 211 ở Eboracum (York), Julia trở thành trung gian hòa giải giữa hai người con Caracalla và Geta, đều trị vì như đồng hoàng đế, theo như mong muốn của Severus được thể hiện trong di chúc của ông. Thế nhưng cả hai người bọn họ đều không ưa gì nhau và cãi nhau thường xuyên. Ít lâu sau Geta bị binh lính của Caracalla giết chết trong cùng năm đó.
Caracalla giờ đây là vị hoàng đế duy nhất, nhưng mối quan hệ của ông với mẹ mình gặp nhiều khó khăn như được chứng thực từ các nguồn sử liệu, có thể là do ông có liên quan đến vụ sát hại Geta. Tuy nhiên, Julia vẫn đi theo Caracalla trong chiến dịch chống lại Đế chế Parthia vào năm 217. Trong chuyến đi này, Caracalla đã bị ám sát và được Macrinus kế thừa ngôi vị. Julia có thể đã chọn cách tự sát sau khi nghe tin về cuộc nổi loạn, dù có một số khác cho rằng nhiều khả năng là bà đã qua đời vì bệnh ung thư vú. Thi thể của Julia được đưa đến Roma và được đặt trong Sepulcrum C. et L. Caesaris (có lẽ là một buồng riêng biệt trong Lăng Augustus). Tuy sau này cả hài cốt của bà lẫn Geta đã được người chị gái Julia Maesa đào lên cho chuyển đến Lăng Hadrian. Viện Nguyên lão vì muốn lấy lòng Julia Maesa nên đã quyết định phong thần cho Julia Domna.

## Apollonius
Nếu không vì Julia, thì giới sử học hẳn sẽ có rất ít thông tin ngày nay về Apollonius xứ Tyana trong huyền thoại. Đó là chỉ thị của Julia mà Philostratus đã viết nên tác phẩm nổi tiếng của ông là Cuộc đời của Apollonius, đến với độc giả trong hình hài đầy đủ gần hai ngàn năm sau. Julia được cho là đã chết trước khi Philostratus có thể hoàn thành tác phẩm gồm tám tập của ông.